# Michael Klinkert
Michael Klinkert (født 7. juli 1968 i Bous, Vesttyskland) er en tysk tidligere fodboldspiller (forsvarer).
Klinkert spillede størstedelen af sin karriere hos Borussia Mönchengladbach, som han repræsenterede fra 1989 til 2001. Her var han med til at vinde DFB-Pokalen i 1995 efter finalesejr over VfL Wolfsburg. Han spillede også for FC Saarbrücken og Schalke 04.
Klinkert nåede aldrig at spille for det vesttyske A-landshold, men spillede i årene 1988-1990 12 kampe for landets U/21-landshold.

## Titler
DFB-Pokal
- 1995 med Borussia Mönchengladbach